# Marie-Chantal Miller
Vous lisez un « bon article » labellisé en 2023.  Il fait partie d'un « thème de qualité ».
Pour les articles homonymes, voir Miller.
Titre
Épouse du prétendant au trône de Grèce
Depuis le 10 janvier 2023
(2 ans, 2 mois et 7 jours)
Marie-Chantal Miller (en grec moderne : Μαρί Σαντάλ Μίλλερ), par son mariage princesse royale de Grèce et princesse de Danemark, est née le 17 septembre 1968 à Londres, au Royaume-Uni. Épouse du prince Paul de Grèce, diadoque puis prétendant au trône de Grèce, c'est une personnalité du gotha et du monde de la mode, qui a été classée 12e femme la plus riche du Royaume-Uni par le Times en 2021.
Fille du milliardaire américain Robert Warren Miller, Marie-Chantal a longtemps été connue comme l'une des trois « sœurs Miller ». Depuis 1995, elle est l'épouse du diadoque Paul de Grèce, héritier du trône hellénique, et appartient donc à l'ancienne famille royale de Grèce. Marie-Chantal Miller est, par ailleurs, une femme d'affaires spécialisée dans la mode enfantine ainsi qu'une autrice et une illustratrice de livre pour enfants.
Personnalité incontournable des magazines de mode et de la presse du cœur, Marie-Chantal Miller est également très présente sur les réseaux sociaux, où sa liberté de ton n'est pas sans soulever des critiques. Investie à la tête de l'entreprise Marie-Chantal LLC et dans les activités philanthropiques qu'elle patronne, la princesse reste pourtant davantage associée au monde du gotha et de la jet set internationale.

## Famille
Marie-Chantal Miller est l'une des trois filles du milliardaire américain Robert Warren Miller (1933) et de son épouse équatorienne María Clara « Chantal » Pesantes (1940). Par son père, Marie-Chantal Miller descend de plusieurs passagers du Mayflower, parmi lesquels John Howland (v. 1592-1673) et Richard Warren (v. 1578-v. 1628).
Elle a deux sœurs : Pia (en) (1966), qui a épousé Christopher Getty (1972), petit-fils du milliardaire américain Jean Paul Getty (1892-1976), et Alexandra (1972), qui a épousé le prince Alexander von Fürstenberg (en) (1970), fils d'Egon (1946-2004) et de Diane von Fürstenberg (1946),.
Le 1er juillet 1995, Marie-Chantal Miller épouse, à la cathédrale orthodoxe Sainte-Sophie de Londres, le diadoque Paul de Grèce (1967), fils aîné et héritier de l'ancien roi Constantin II de Grèce (1940-2023) et de son épouse la reine des Hellènes, née princesse Anne-Marie de Danemark (1946). De ce mariage, naissent cinq enfants :
- María Olympía de Grèce (née à New York, le 25 juillet 1996), princesse de Grèce et de Danemark ;
- Konstantínos Aléxios de Grèce (né à New York, le 29 octobre 1998), prince de Grèce et de Danemark ;
- Achíleas Andréas de Grèce (né à New York, le 12 août 2000), prince de Grèce et de Danemark ;
- Odysséas Kímon de Grèce (né à Londres, le 17 septembre 2004), prince de Grèce et de Danemark ;
- Aristídis Stávros de Grèce (né à Los Angeles, le 29 juin 2008), prince de Grèce et de Danemark[4].

## Biographie

### Une jeunesse cosmopolite

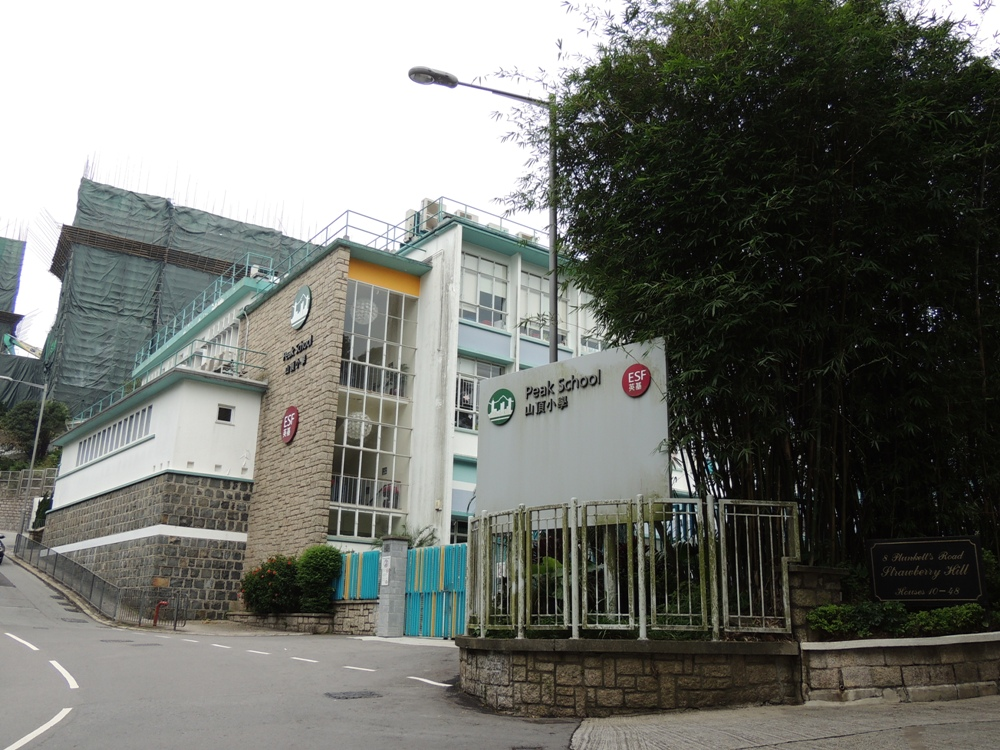
La Peak School, où Marie-Chantal est allée pour la première fois à l'école (2012).

Deuxième des trois « sœurs Miller » (telles que les surnomme la presse anglo-saxonne),, Marie-Chantal passe une jeunesse dorée entre l'Europe, l'Amérique du Nord et l'Asie,. Née le 17 septembre 1968 à Londres, c'est cependant à Hong Kong, où son père, le magnat du duty free Robert Warren Miller, établit sa résidence lorsqu'elle a dix-huit mois, qu'elle passe l'essentiel de sa petite enfance et va, pour la première fois, à l'école, à la Peak School (en). 
En 1977, les parents de Marie-Chantal Miller l'envoient en pensionnat à la prestigieuse école du Rosey, en Suisse. La petite fille y reste jusqu'en 1982, date à laquelle elle part poursuivre sa scolarité à Paris, à l'École Jeannine-Manuel, dans le but d'y améliorer sa maîtrise du français. Après ce séjour, elle rejoint les États-Unis avec sa sœur Pia et termine ses études secondaires à la Masters School de Dobbs Ferry, en 1986. Elle effectue par ailleurs un stage à la Andy Warhol's Factory, à New York. Une fois son baccalauréat obtenu, Marie-Chantal Miller suit des cours à la New York Academy of Art mais peine à trouver sa voie et abandonne finalement l'école en 1988. Elle s'inscrit ensuite au Sarah Lawrence College, à la Gallatin School of Individualized Study, puis au Fashion Institute of Technology, mais n'y passe, à chaque fois, que quelques mois. Toujours aussi indécise quant à son avenir, elle choisit de retourner en France, où elle envisage de s'adonner à l'élevage équin avant de s'essayer à la cuisine auprès de l'Auguste Escoffier School of Culinary Arts,. Finalement, elle part suivre un cours d'histoire de l'art en Italie durant un trimestre, avant de revenir vivre aux États-Unis. 
Née d'un père protestant et d'une mère catholique, Marie-Chantal Miller choisit, en 1988, d'embrasser la foi romaine. Célébré par le cardinal John Joseph O'Connor, son baptême est organisé à la cathédrale Saint-Patrick de New York. La jeune fille reçoit alors pour marraine la socialite américaine Donatella Flick (en) (née princesse Donatella Missikoff).

### Un mariage princier

Chiffre de Paul et de Marie-Chantal de Grèce.

Peu après son retour aux États-Unis, en 1993, Marie-Chantal Miller rencontre le diadoque Paul de Grèce, lors d'une fête donnée par l'armateur grec Stávros Niárchos à La Nouvelle-Orléans,,. Le jeune homme est le fils aîné et l'héritier de l'ex-roi des Hellènes Constantin II, déposé en 1973, et il vit en exil depuis son enfance. Rapidement, Marie-Chantal Miller et Paul de Grèce tombent amoureux et le prince finit par demander la jeune femme en mariage lors d'un séjour à Gstaad, en décembre 1994.
L'ex-famille royale de Grèce étant interdite de séjour dans son pays depuis la Dictature des colonels, le couple célèbre son mariage à Londres le 1er juillet 1995. Durant la cérémonie, Marie-Chantal porte une robe du couturier Valentino et 2 500 convives (parmi lesquels la reine Élisabeth II du Royaume-Uni, la reine Margrethe II de Danemark, le roi Juan Carlos Ier d'Espagne, le roi Charles XVI Gustave de Suède et le roi Hussein de Jordanie) participent aux festivités,, organisées par Lady Elizabeth Anson. 
Malgré la distance, les épousailles de Paul de Grèce et de Marie-Chantal Miller provoquent un énorme scandale politique à Athènes. Le gouvernement Papandréou accuse en effet l'ancienne famille royale de questionner la validité du référendum institutionnel de 1974 en faisant de l'union du diadoque un véritable mariage princier,,. Il critique en outre l'invitation, aux festivités, de députés issus de la Nouvelle Démocratie,. Cette polémique n'empêche pas une chaîne de télévision privée d'acheter le droit de retransmettre en direct la cérémonie en Grèce. En outre, quarante-neuf chaînes du monde entier (dont plusieurs grecques) couvrent l'union du diadoque et de sa fiancée.
Peu avant son mariage, le 22 mai 1995, Marie-Chantal Miller a abandonné sa foi catholique et s'est convertie à la religion orthodoxe. Comme ses sœurs, elle a, par ailleurs, reçu de son père une dot de plusieurs millions de dollars.

### Entre vie familiale et activités philanthropiques

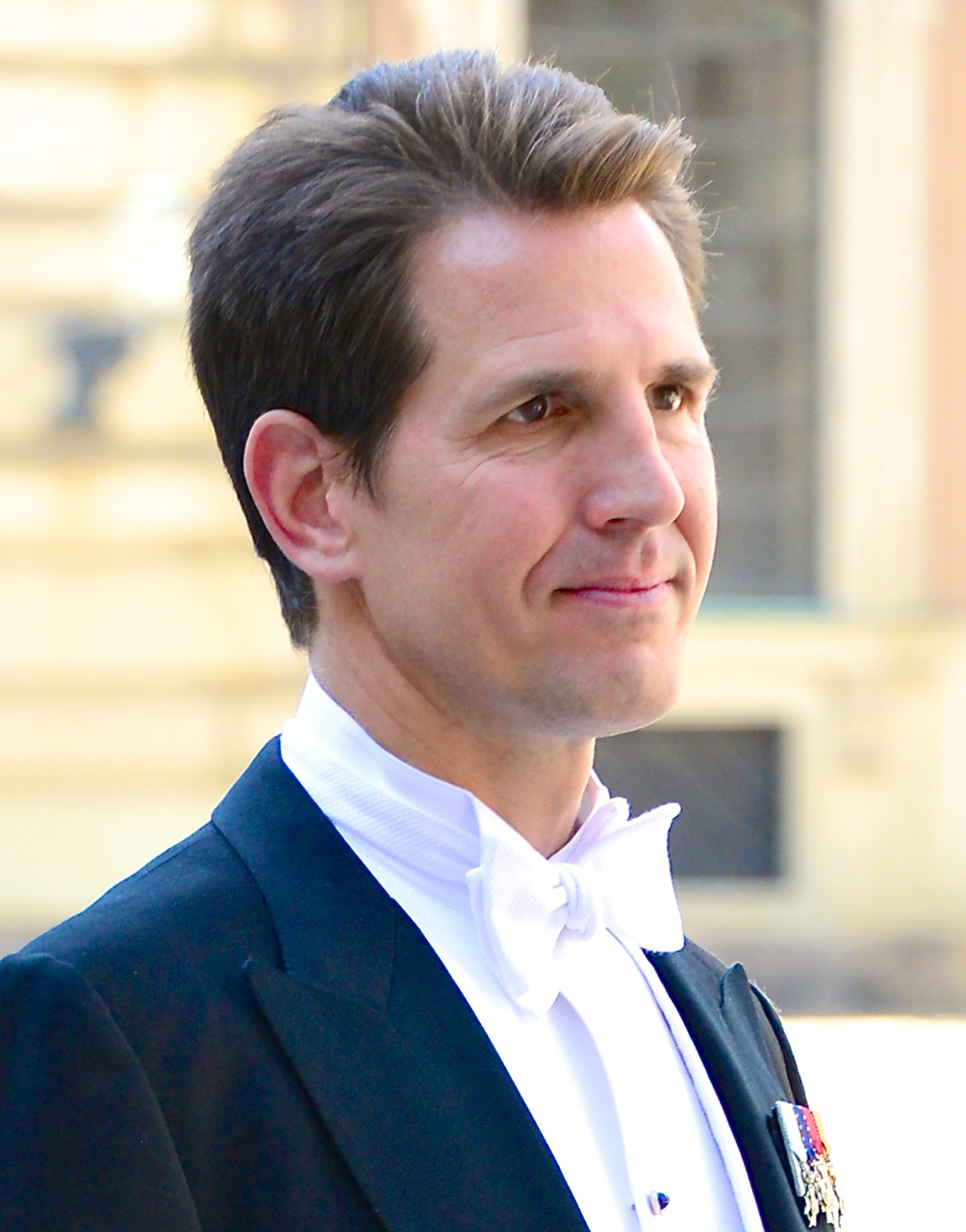
Le diadoque Paul, époux de Marie-Chantal (2013).

Après leur mariage, Marie-Chantal Miller et son époux s'installent à New York, où le diadoque trouve un emploi dans une compagnie maritime britannique, avant de se lancer dans la finance. La jeune femme reprend alors ses études d'histoire de l'art à l'université de New York et travaille comme directrice de la Marie-Cha Collection, un ensemble de peintures et de sculptures de la Renaissance appartenant à son père,. 
La princesse royale s'engage, par ailleurs, dans différentes organisations philanthropiques. Elle entre ainsi au comité directif de l'école new-yorkaise de ballet et prend la tête de la branche américaine de la fondation Mundo en Armonía, créée par la princesse Irène de Grèce en 1986. Marie-Chantal Miller participe également à la mise en place du Venetian Heritage, une organisation dont le but est de protéger le patrimoine artistique de la cité des doges.
Décidée à élever sa future progéniture dans la langue et la culture hellènes, Marie-Chantal Miller s'initie, par ailleurs, à l'étude du grec moderne,,, sans grand succès selon ses propres dires. Dans ces conditions, les cinq enfants auxquels la jeune femme et son époux donnent naissance entre 1996 et 2008 (María Olympía, Konstantínos Aléxios, Achíleas Andréas, Odysséas Kímon et Aristídis Stávros) sont élevés en anglais et sont aujourd'hui incapables de s'exprimer en grec, comme l'illustre l'exemple de la princesse María Olympía, qui a déclaré en interview en 2014 qu'elle ne parlait pas la langue hellène « même si elle aimerait beaucoup »,.
En 2002, Marie-Chantal Miller et les siens quittent New York et s'installent à Londres, afin de se rapprocher des parents du diadoque. Quelques années plus tard, en 2011, la princesse royale renonce à sa citoyenneté américaine. En 2017, la famille revient cependant vivre à New York, en même temps que le prince Konstantínos Aléxios intègre l'université de Georgetown. Or, les portes de la Grèce se sont progressivement ouvertes à l'ancienne famille royale à partir 2003 et le roi Constantin II est revenu vivre définitivement dans son pays en 2014. Dans ces conditions, le choix du diadoque et de son épouse de quitter l'Europe et de n'effectuer que de rares séjours en Grèce n'est pas sans soulever des commentaires.

### Une femme d'affaires épanouie

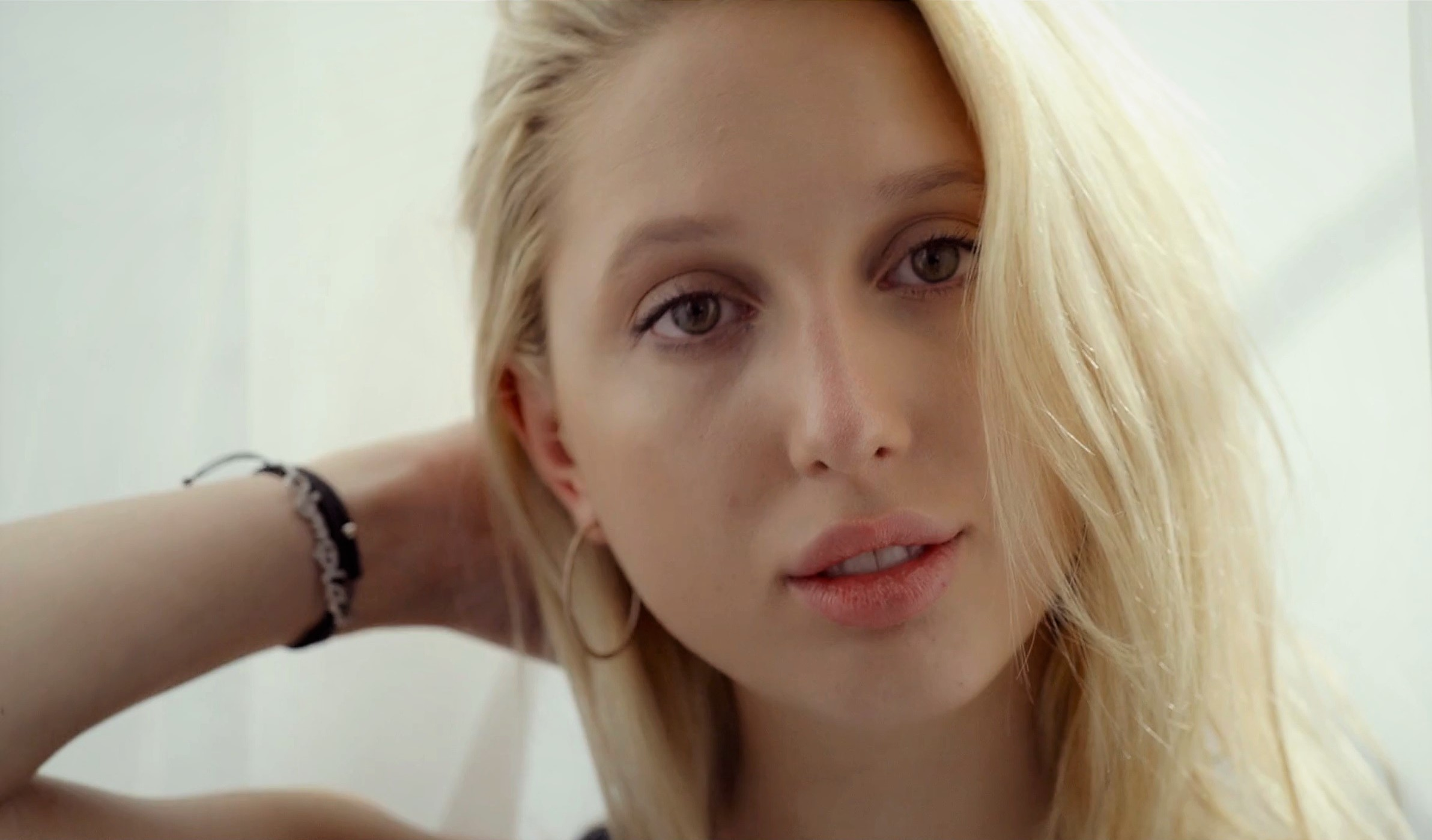
La princesse María Olympía, fille aînée de Marie-Chantal, en 2019.

En 1999, Marie-Chantal Miller est inscrite sur l'International Best Dressed Hall of Fame List, une distinction réservée aux personnalités qui excellent dans l'art de s'habiller. Un an plus tard, alors qu'elle est enceinte de son troisième enfant, la princesse royale décide de reprendre sa vie professionnelle. Après avoir un moment envisagé de travailler dans l'univers des cosmétiques, elle choisit finalement de se lancer dans la mode pour enfants,. Elle fonde alors, à New York, sa propre ligne de vêtements, baptisée Marie-Chantal LLC,. Dans les années qui suivent, la jeune femme implante plusieurs boutiques à son nom à Londres, New York, Paris, Athènes et d'autres métropoles,,. En 2016, elle crée par ailleurs une collection en collaboration avec Marks & Spencer.
Parallèlement à ces activités dans la mode, Marie-Chantal Miller se lance dans l'écriture et l'illustration de livres pour enfants. Dès la fin des années 1990, elle travaille ainsi sur un projet de série de contes de fée,, dont le premier volume reprend l'histoire du Roi Grenouille (en anglais : The Frog Prince). Souvent évoqué par la presse people, qui le présente parfois comme ayant déjà été publié, cet ouvrage et la série qui devait le suivre ne semblent pourtant avoir jamais vu le jour. Quoi qu'il en soit, la princesse royale publie un autre livre illustré en 2020. Intitulé Manners Begin at Breakfast (en français : Les Bonnes manières commencent dès le petit-déjeuner, non traduit), il s'agit d'un manuel de savoir-vivre destiné aux enfants et aux familles,,.
La princesse royale fait également partie du conseil d'administration de la société DFS, fondée par son père,. La situation financière de la princesse devient ainsi si florissante que le Times la classe « 12e femme la plus riche du Royaume-Uni », avec une fortune estimée à 2,47 milliards d'euros, en 2021.

### Entre gotha,jet setet réseaux sociaux

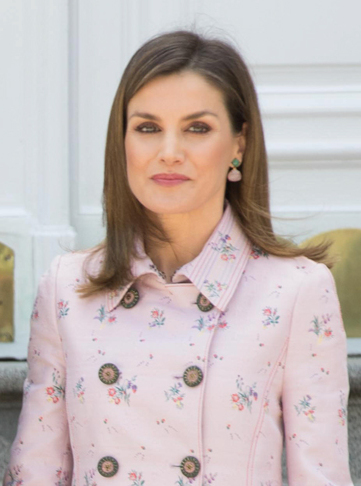
La reine Letizia (2018) entretiendrait des relations difficiles avec sa cousine par alliance.

En dépit de ses origines roturières,, Marie-Chantal Miller est bien accueillie par sa belle-famille, qui la conseille et l'aide à s'adapter au protocole des maisons royales. Marie-Chantal Miller apparaît ainsi régulièrement lors des cérémonies qui ponctuent la vie du gotha européen. Avec son époux, elle participe aux mariages de Joachim de Danemark et d'Alexandra Manley (1995), de Willem-Alexander des Pays-Bas et de Máxima Zorreguieta (2002), de Felipe d'Espagne et de Letizia Ortiz (2004), de William de Galles et de Catherine Middleton (2011), de Guillaume de Luxembourg et de Stéphanie de Lannoy (2012), de Madeleine de Suède et de Christopher O'Neill (2013) et d'Eugenie d'York et de Jack Brooksbank (2018). De la même façon, la princesse est présente au jubilé d'or de la reine Margrethe II de Danemark (2022), aux funérailles de la reine Élisabeth II du Royaume-Uni (2022) et au couronnement de son successeur, le roi Charles III (2023).
Malgré tout, les relations qu'entretient Marie-Chantal Miller avec certains parents de son époux semblent assez complexes, comme l'illustre l'exemple de la reine d'Espagne Letizia,, longtemps en froid avec la princesse royale de Grèce à cause de l'une de ses publications sur Twitter,,. De fait, Marie-Chantal Miller se montre très active sur les réseaux sociaux, où elle compte 155 000 followers rien que sur Instagram (en 2019). Or, la liberté de ton qu'elle affiche, et les photographies qu'elle publie régulièrement ne sont pas sans soulever des critiques, comme lors de la fête d'anniversaire qu'elle donne pour son époux et sa fille en 2017,. Il faut dire que la princesse royale n'hésite pas à s'afficher en compagnie des personnalités de la jet set internationale, ou à arborer un mode de vie jugé parfois très « ostentatoire »,,. C'est la raison pour laquelle Marie-Chantal Miller et les siens sont régulièrement qualifiés par la presse de « it girl », et de « it family ».
Parfois comparée à sa belle-sœur Tatiana Blatnik, qui a fait le choix de s'installer à Athènes avec son époux le prince Nikólaos en 2014, Marie-Chantal Miller est présentée comme une femme pleine de glamour, mais néanmoins superficielle et peu tournée vers ceux qui sont dans le besoin,.

### Épouse du prétendant au trône de Grèce

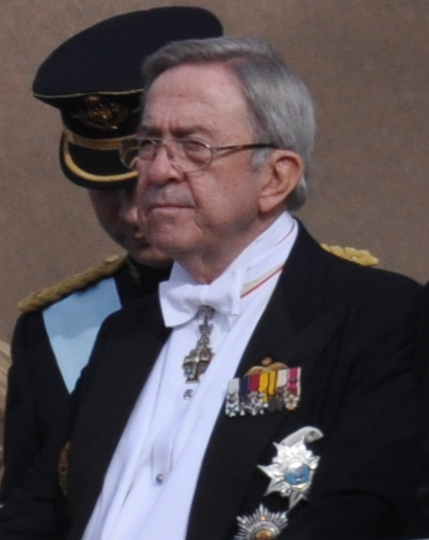
L'ancien roi Constantin II (roi des Hellènes), beau-père de Marie-Chantal Miller (2010).

Hospitalisé en unité de soins intensifs à la suite d'un accident cardio-vasculaire, l'ancien roi des Hellènes Constantin II meurt à Athènes le 10 janvier 2023. Son fils, le diadoque Paul, lui succède alors comme chef de l'ancienne famille royale et comme prétendant au trône de Grèce. Dans ces conditions, certains médias internationaux n'hésitent pas à qualifier Paul et Marie-Chantal de nouveaux roi et reine titulaires,,, ce qui n'est pas sans choquer dans la République hellénique. Dans les mêmes moments, une rumeur, propagée par le journaliste grec Giorgios Liagas, soutient que le couple princier a décidé d'abandonner New York pour s'installer à Athènes, obligeant le représentant de l'ancienne maison royale à émettre un démenti officiel.

## Dans la culture populaire

### Dans les arts visuels
L'artiste américain Andy Warhol a réalisé plusieurs portraits Pop art de Marie-Chantal Miller lorsqu'elle était adolescente. Un diptyque appartient aujourd'hui à la princesse et un autre de ses portraits est conservé par la Andy Warhol Foundation of the Visual Arts,.
Une photographie montrant Marie-Chantal et ses sœurs Pia et Alexandra Miller sert de couverture au livre High Society: The History of America's Upper Class de Nick Foulkes (2009),.

### Dans la littérature
La dramaturge américaine Wendy Wasserstein cite brièvement le  mariage de Paul de Grèce et de Marie-Chantal Miller dans l'essai Shiksa Goddess (2001).
La romancière espagnole Susana Pérez-Alonso nomme Marie-Chantal Miller et son « prince charmant » dans le roman La vida es corta pero ancha (2005).
L'écrivaine franco-marocaine Saphia Azzeddine fait, elle aussi, référence au mariage de Paul et Marie-Chantal dans son roman Combien veux-tu m'épouser ? (2013).
L'auteur américain William Norwich fait également une très courte allusion à l'union du couple dans son roman My Mrs Brown (2017).

## Titulature et honneurs

### Titulature
Les titres et honneurs portés par les membres de la maison de Grèce n'ont plus d'existence juridique en Grèce et sont considérés comme de simples titres de courtoisie.
- 17 septembre 1968 - 1er juillet 1995 : Mademoiselle Marie-Chantal Miller ;
- 1er juillet 1995 - 10 janvier 2023 : Son Altesse Royale la princesse royale Marie-Chantal, princesse de Grèce et de Danemark ;
- Depuis le 10 janvier 2023 : Son Altesse Royale la princesse Marie-Chantal de Grèce, princesse de Grèce et de Danemark

### Honneurs dynastiques hellènes
La princesse Marie-Chantal est :
- Dame grand-croix de l'ordre des Saintes-Olga-et-Sophie (famille royale de Grèce, 1er juillet 1995) ;
- Grande maîtresse de l'ordre des Saintes-Olga-et-Sophie (famille royale de Grèce, 10 janvier 2023).

### Honneur étranger
- Médaille commémorative du cinquantième anniversaire du roi Charles XVI Gustave de Suède (Suède, 30 avril 1996).

## Arbres généalogiques

### Quartiers de Marie-Chantal
Ancêtres de Marie-Chantal sur quatre générations :
|  |                                                    |  |  |  |  |  |  |  |  |  |  |  |  |  |  |  |
|  | 16. Charles Herman Miller (1833-????)              |  |  |  |  |  |  |  |  |  |  |  |  |  |  |  |
|  |                                                    |  |  |  |  |  |  |  |  |  |  |  |  |  |  |  |
|  |                                                    |  |  |  |  |  |  |  |  |  |  |  |  |  |  |  |
|  | 8. Ellis John Springer Miller (1867-1906)          |  |  |  |  |  |  |  |  |  |  |  |  |  |  |  |
|  |                                                    |  |  |  |  |  |  |  |  |  |  |  |  |  |  |  |
|  |                                                    |  |  |  |  |  |  |  |  |  |  |  |  |  |  |  |
|  | 17. Elizabeth Ann Springer (1838-1890)             |  |  |  |  |  |  |  |  |  |  |  |  |  |  |  |
|  |                                                    |  |  |  |  |  |  |  |  |  |  |  |  |  |  |  |
|  |                                                    |  |  |  |  |  |  |  |  |  |  |  |  |  |  |  |
|  | 4. Ellis Warren Appleton Miller (1898-1986)        |  |  |  |  |  |  |  |  |  |  |  |  |  |  |  |
|  |                                                    |  |  |  |  |  |  |  |  |  |  |  |  |  |  |  |
|  |                                                    |  |  |  |  |  |  |  |  |  |  |  |  |  |  |  |
|  | 18. George Henry Appleton (1839-????)              |  |  |  |  |  |  |  |  |  |  |  |  |  |  |  |
|  |                                                    |  |  |  |  |  |  |  |  |  |  |  |  |  |  |  |
|  |                                                    |  |  |  |  |  |  |  |  |  |  |  |  |  |  |  |
|  | 9. Blanche Louise Appleton (1872-1955)             |  |  |  |  |  |  |  |  |  |  |  |  |  |  |  |
|  |                                                    |  |  |  |  |  |  |  |  |  |  |  |  |  |  |  |
|  |                                                    |  |  |  |  |  |  |  |  |  |  |  |  |  |  |  |
|  | 19. Helen Mary Edson (1850-????)                   |  |  |  |  |  |  |  |  |  |  |  |  |  |  |  |
|  |                                                    |  |  |  |  |  |  |  |  |  |  |  |  |  |  |  |
|  |                                                    |  |  |  |  |  |  |  |  |  |  |  |  |  |  |  |
|  | 2. Robert Warren Miller (1933)                     |  |  |  |  |  |  |  |  |  |  |  |  |  |  |  |
|  |                                                    |  |  |  |  |  |  |  |  |  |  |  |  |  |  |  |
|  |                                                    |  |  |  |  |  |  |  |  |  |  |  |  |  |  |  |
|  | 20. Hugh Squarebriggs (v. 1836-1904)               |  |  |  |  |  |  |  |  |  |  |  |  |  |  |  |
|  |                                                    |  |  |  |  |  |  |  |  |  |  |  |  |  |  |  |
|  |                                                    |  |  |  |  |  |  |  |  |  |  |  |  |  |  |  |
|  | 10. Altimus Squarebriggs (1865-1907)               |  |  |  |  |  |  |  |  |  |  |  |  |  |  |  |
|  |                                                    |  |  |  |  |  |  |  |  |  |  |  |  |  |  |  |
|  |                                                    |  |  |  |  |  |  |  |  |  |  |  |  |  |  |  |
|  | 21. Jane Clark (1838-????)                         |  |  |  |  |  |  |  |  |  |  |  |  |  |  |  |
|  |                                                    |  |  |  |  |  |  |  |  |  |  |  |  |  |  |  |
|  |                                                    |  |  |  |  |  |  |  |  |  |  |  |  |  |  |  |
|  | 5. Sophia June Squarebriggs (1899-1998)            |  |  |  |  |  |  |  |  |  |  |  |  |  |  |  |
|  |                                                    |  |  |  |  |  |  |  |  |  |  |  |  |  |  |  |
|  |                                                    |  |  |  |  |  |  |  |  |  |  |  |  |  |  |  |
|  | 22. James S. Mountain (1828-1910)                  |  |  |  |  |  |  |  |  |  |  |  |  |  |  |  |
|  |                                                    |  |  |  |  |  |  |  |  |  |  |  |  |  |  |  |
|  |                                                    |  |  |  |  |  |  |  |  |  |  |  |  |  |  |  |
|  | 11. Priscilla Mountain (1870-1942)                 |  |  |  |  |  |  |  |  |  |  |  |  |  |  |  |
|  |                                                    |  |  |  |  |  |  |  |  |  |  |  |  |  |  |  |
|  |                                                    |  |  |  |  |  |  |  |  |  |  |  |  |  |  |  |
|  | 23. Mary Margaret Wallace (1836-1915)              |  |  |  |  |  |  |  |  |  |  |  |  |  |  |  |
|  |                                                    |  |  |  |  |  |  |  |  |  |  |  |  |  |  |  |
|  |                                                    |  |  |  |  |  |  |  |  |  |  |  |  |  |  |  |
|  | 1. Marie-Chantal Miller (1968)                     |  |  |  |  |  |  |  |  |  |  |  |  |  |  |  |
|  |                                                    |  |  |  |  |  |  |  |  |  |  |  |  |  |  |  |
|  |                                                    |  |  |  |  |  |  |  |  |  |  |  |  |  |  |  |
|  | 6. Servando Pesantes Chanduy († 1949)              |  |  |  |  |  |  |  |  |  |  |  |  |  |  |  |
|  |                                                    |  |  |  |  |  |  |  |  |  |  |  |  |  |  |  |
|  |                                                    |  |  |  |  |  |  |  |  |  |  |  |  |  |  |  |
|  | 3. María Clara « Chantal » Pesantes Becerra (1940) |  |  |  |  |  |  |  |  |  |  |  |  |  |  |  |
|  |                                                    |  |  |  |  |  |  |  |  |  |  |  |  |  |  |  |
|  |                                                    |  |  |  |  |  |  |  |  |  |  |  |  |  |  |  |
|  | 7. Beatriz Becerra                                 |  |  |  |  |  |  |  |  |  |  |  |  |  |  |  |
|  |                                                    |  |  |  |  |  |  |  |  |  |  |  |  |  |  |  |
|  |                                                    |  |  |  |  |  |  |  |  |  |  |  |  |  |  |  |

### Les Miller: une famille entre aristocratie etjet set
|  |  | Jean-Paul Getty ∞ Adolphine Helmle | Jean-Paul Getty ∞ Adolphine Helmle | Jean-Paul Getty ∞ Adolphine Helmle | Jean-Paul Getty ∞ Adolphine Helmle | Jean-Paul Getty ∞ Adolphine Helmle | Jean-Paul Getty ∞ Adolphine Helmle |  |  |                         |                         |                         |                         |                         |                         |  |  |                                |                                |                                |                                |                                |                                |  |  |                                             |                                             |                                             |                                             | Ellis Miller ∞ Sophia Squarebriggs          | Ellis Miller ∞ Sophia Squarebriggs          | Ellis Miller ∞ Sophia Squarebriggs   | Ellis Miller ∞ Sophia Squarebriggs   | Ellis Miller ∞ Sophia Squarebriggs   | Ellis Miller ∞ Sophia Squarebriggs   |                                |                                | Paul Ier, Roi des Hellènes ∞ Frederika, Pcesse de Hanovre        | Paul Ier, Roi des Hellènes ∞ Frederika, Pcesse de Hanovre        | Paul Ier, Roi des Hellènes ∞ Frederika, Pcesse de Hanovre        | Paul Ier, Roi des Hellènes ∞ Frederika, Pcesse de Hanovre        | Paul Ier, Roi des Hellènes ∞ Frederika, Pcesse de Hanovre        | Paul Ier, Roi des Hellènes ∞ Frederika, Pcesse de Hanovre        |                              |                              |                              |                              |  |  |                                 |                                 |                                 |                                 |                                 |                                 |  |  |                               |                               |                               |                               |                               |                               |  |  | Tassilo (de), Pce de Fürstenberg ∞ Clara Agnelli (en) | Tassilo (de), Pce de Fürstenberg ∞ Clara Agnelli (en) | Tassilo (de), Pce de Fürstenberg ∞ Clara Agnelli (en) | Tassilo (de), Pce de Fürstenberg ∞ Clara Agnelli (en) | Tassilo (de), Pce de Fürstenberg ∞ Clara Agnelli (en) | Tassilo (de), Pce de Fürstenberg ∞ Clara Agnelli (en) |  |  |  |  |  |  |  |  |  |  |  |  |  |  |  |  |  |  |  |  |  |  |  |  |
|  |  | Jean-Paul Getty ∞ Adolphine Helmle | Jean-Paul Getty ∞ Adolphine Helmle | Jean-Paul Getty ∞ Adolphine Helmle | Jean-Paul Getty ∞ Adolphine Helmle | Jean-Paul Getty ∞ Adolphine Helmle | Jean-Paul Getty ∞ Adolphine Helmle |  |  |                         |                         |                         |                         |                         |                         |  |  |                                |                                |                                |                                |                                |                                |  |  |                                             |                                             |                                             |                                             | Ellis Miller ∞ Sophia Squarebriggs          | Ellis Miller ∞ Sophia Squarebriggs          | Ellis Miller ∞ Sophia Squarebriggs   | Ellis Miller ∞ Sophia Squarebriggs   | Ellis Miller ∞ Sophia Squarebriggs   | Ellis Miller ∞ Sophia Squarebriggs   |                                |                                | Paul Ier, Roi des Hellènes ∞ Frederika, Pcesse de Hanovre        | Paul Ier, Roi des Hellènes ∞ Frederika, Pcesse de Hanovre        | Paul Ier, Roi des Hellènes ∞ Frederika, Pcesse de Hanovre        | Paul Ier, Roi des Hellènes ∞ Frederika, Pcesse de Hanovre        | Paul Ier, Roi des Hellènes ∞ Frederika, Pcesse de Hanovre        | Paul Ier, Roi des Hellènes ∞ Frederika, Pcesse de Hanovre        |                              |                              |                              |                              |  |  |                                 |                                 |                                 |                                 |                                 |                                 |  |  |                               |                               |                               |                               |                               |                               |  |  | Tassilo (de), Pce de Fürstenberg ∞ Clara Agnelli (en) | Tassilo (de), Pce de Fürstenberg ∞ Clara Agnelli (en) | Tassilo (de), Pce de Fürstenberg ∞ Clara Agnelli (en) | Tassilo (de), Pce de Fürstenberg ∞ Clara Agnelli (en) | Tassilo (de), Pce de Fürstenberg ∞ Clara Agnelli (en) | Tassilo (de), Pce de Fürstenberg ∞ Clara Agnelli (en) |  |  |  |  |  |  |  |  |  |  |  |  |  |  |  |  |  |  |  |  |  |  |  |  |
|  |  | Jean-Ronald Getty ∞ Karin Seibl    | Jean-Ronald Getty ∞ Karin Seibl    | Jean-Ronald Getty ∞ Karin Seibl    | Jean-Ronald Getty ∞ Karin Seibl    | Jean-Ronald Getty ∞ Karin Seibl    | Jean-Ronald Getty ∞ Karin Seibl    |  |  |                         |                         |                         |                         |                         |                         |  |  |                                |                                |                                |                                |                                |                                |  |  |                                             |                                             |                                             |                                             | Robert Miller ∞ María Clara Pesantes        | Robert Miller ∞ María Clara Pesantes        | Robert Miller ∞ María Clara Pesantes | Robert Miller ∞ María Clara Pesantes | Robert Miller ∞ María Clara Pesantes | Robert Miller ∞ María Clara Pesantes |                                |                                | Constantin II, Roi des Hellènes ∞ Anne-Marie, Pcesse de Danemark | Constantin II, Roi des Hellènes ∞ Anne-Marie, Pcesse de Danemark | Constantin II, Roi des Hellènes ∞ Anne-Marie, Pcesse de Danemark | Constantin II, Roi des Hellènes ∞ Anne-Marie, Pcesse de Danemark | Constantin II, Roi des Hellènes ∞ Anne-Marie, Pcesse de Danemark | Constantin II, Roi des Hellènes ∞ Anne-Marie, Pcesse de Danemark |                              |                              |                              |                              |  |  |                                 |                                 |                                 |                                 |                                 |                                 |  |  |                               |                               |                               |                               |                               |                               |  |  | Egon, Pce de Fürstenberg ∞ Diane Halfin               | Egon, Pce de Fürstenberg ∞ Diane Halfin               | Egon, Pce de Fürstenberg ∞ Diane Halfin               | Egon, Pce de Fürstenberg ∞ Diane Halfin               | Egon, Pce de Fürstenberg ∞ Diane Halfin               | Egon, Pce de Fürstenberg ∞ Diane Halfin               |  |  |  |  |  |  |  |  |  |  |  |  |  |  |  |  |  |  |  |  |  |  |  |  |
|  |  | Jean-Ronald Getty ∞ Karin Seibl    | Jean-Ronald Getty ∞ Karin Seibl    | Jean-Ronald Getty ∞ Karin Seibl    | Jean-Ronald Getty ∞ Karin Seibl    | Jean-Ronald Getty ∞ Karin Seibl    | Jean-Ronald Getty ∞ Karin Seibl    |  |  |                         |                         |                         |                         |                         |                         |  |  |                                |                                |                                |                                |                                |                                |  |  |                                             |                                             |                                             |                                             | Robert Miller ∞ María Clara Pesantes        | Robert Miller ∞ María Clara Pesantes        | Robert Miller ∞ María Clara Pesantes | Robert Miller ∞ María Clara Pesantes | Robert Miller ∞ María Clara Pesantes | Robert Miller ∞ María Clara Pesantes |                                |                                | Constantin II, Roi des Hellènes ∞ Anne-Marie, Pcesse de Danemark | Constantin II, Roi des Hellènes ∞ Anne-Marie, Pcesse de Danemark | Constantin II, Roi des Hellènes ∞ Anne-Marie, Pcesse de Danemark | Constantin II, Roi des Hellènes ∞ Anne-Marie, Pcesse de Danemark | Constantin II, Roi des Hellènes ∞ Anne-Marie, Pcesse de Danemark | Constantin II, Roi des Hellènes ∞ Anne-Marie, Pcesse de Danemark |                              |                              |                              |                              |  |  |                                 |                                 |                                 |                                 |                                 |                                 |  |  |                               |                               |                               |                               |                               |                               |  |  | Egon, Pce de Fürstenberg ∞ Diane Halfin               | Egon, Pce de Fürstenberg ∞ Diane Halfin               | Egon, Pce de Fürstenberg ∞ Diane Halfin               | Egon, Pce de Fürstenberg ∞ Diane Halfin               | Egon, Pce de Fürstenberg ∞ Diane Halfin               | Egon, Pce de Fürstenberg ∞ Diane Halfin               |  |  |  |  |  |  |  |  |  |  |  |  |  |  |  |  |  |  |  |  |  |  |  |  |
|  |  |                                    |                                    |                                    |                                    |                                    |                                    |  |  |                         |                         |                         |                         |                         |                         |  |  |                                |                                |                                |                                |                                |                                |  |  |                                             |                                             |                                             |                                             |                                             |                                             |                                      |                                      |                                      |                                      |                                |                                |                                                                  |                                                                  |                                                                  |                                                                  |                                                                  |                                                                  |                              |                              |                              |                              |  |  |                                 |                                 |                                 |                                 |                                 |                                 |  |  |                               |                               |                               |                               |                               |                               |  |  |                                                       |                                                       |                                                       |                                                       |                                                       |                                                       |  |  |  |  |  |  |  |  |  |  |  |  |  |  |  |  |  |  |  |  |  |  |  |  |
|  |  | Christopher Getty                  | Christopher Getty                  | Christopher Getty                  | Christopher Getty                  | Christopher Getty                  | Christopher Getty                  |  |  | Pia Miller (en)         | Pia Miller (en)         | Pia Miller (en)         | Pia Miller (en)         | Pia Miller (en)         | Pia Miller (en)         |  |  |                                |                                |                                |                                |                                |                                |  |  |                                             |                                             |                                             |                                             | Marie-Chantal Miller                        | Marie-Chantal Miller                        | Marie-Chantal Miller                 | Marie-Chantal Miller                 | Marie-Chantal Miller                 | Marie-Chantal Miller                 |                                |                                | Paul, Diadoque de Grèce                                          | Paul, Diadoque de Grèce                                          | Paul, Diadoque de Grèce                                          | Paul, Diadoque de Grèce                                          | Paul, Diadoque de Grèce                                          | Paul, Diadoque de Grèce                                          |                              |                              |                              |                              |  |  |                                 |                                 |                                 |                                 |                                 |                                 |  |  | Alexandra Miller              | Alexandra Miller              | Alexandra Miller              | Alexandra Miller              | Alexandra Miller              | Alexandra Miller              |  |  | Alexandre (en), Pce de Fürstenberg                    | Alexandre (en), Pce de Fürstenberg                    | Alexandre (en), Pce de Fürstenberg                    | Alexandre (en), Pce de Fürstenberg                    | Alexandre (en), Pce de Fürstenberg                    | Alexandre (en), Pce de Fürstenberg                    |  |  |  |  |  |  |  |  |  |  |  |  |  |  |  |  |  |  |  |  |  |  |  |  |
|  |  | Christopher Getty                  | Christopher Getty                  | Christopher Getty                  | Christopher Getty                  | Christopher Getty                  | Christopher Getty                  |  |  | Pia Miller (en)         | Pia Miller (en)         | Pia Miller (en)         | Pia Miller (en)         | Pia Miller (en)         | Pia Miller (en)         |  |  |                                |                                |                                |                                |                                |                                |  |  |                                             |                                             |                                             |                                             | Marie-Chantal Miller                        | Marie-Chantal Miller                        | Marie-Chantal Miller                 | Marie-Chantal Miller                 | Marie-Chantal Miller                 | Marie-Chantal Miller                 |                                |                                | Paul, Diadoque de Grèce                                          | Paul, Diadoque de Grèce                                          | Paul, Diadoque de Grèce                                          | Paul, Diadoque de Grèce                                          | Paul, Diadoque de Grèce                                          | Paul, Diadoque de Grèce                                          |                              |                              |                              |                              |  |  |                                 |                                 |                                 |                                 |                                 |                                 |  |  | Alexandra Miller              | Alexandra Miller              | Alexandra Miller              | Alexandra Miller              | Alexandra Miller              | Alexandra Miller              |  |  | Alexandre (en), Pce de Fürstenberg                    | Alexandre (en), Pce de Fürstenberg                    | Alexandre (en), Pce de Fürstenberg                    | Alexandre (en), Pce de Fürstenberg                    | Alexandre (en), Pce de Fürstenberg                    | Alexandre (en), Pce de Fürstenberg                    |  |  |  |  |  |  |  |  |  |  |  |  |  |  |  |  |  |  |  |  |  |  |  |  |
|  |  |                                    |                                    |                                    |                                    |                                    |                                    |  |  |                         |                         |                         |                         |                         |                         |  |  |                                |                                |                                |                                |                                |                                |  |  |                                             |                                             |                                             |                                             |                                             |                                             |                                      |                                      |                                      |                                      |                                |                                |                                                                  |                                                                  |                                                                  |                                                                  |                                                                  |                                                                  |                              |                              |                              |                              |  |  |                                 |                                 |                                 |                                 |                                 |                                 |  |  |                               |                               |                               |                               |                               |                               |  |  |                                                       |                                                       |                                                       |                                                       |                                                       |                                                       |  |  |  |  |  |  |  |  |  |  |  |  |  |  |  |  |  |  |  |  |  |  |  |  |
|  |  |                                    |                                    |                                    |                                    |                                    |                                    |  |  |                         |                         |                         |                         |                         |                         |  |  |                                |                                |                                |                                |                                |                                |  |  |                                             |                                             |                                             |                                             |                                             |                                             |                                      |                                      |                                      |                                      |                                |                                |                                                                  |                                                                  |                                                                  |                                                                  |                                                                  |                                                                  |                              |                              |                              |                              |  |  |                                 |                                 |                                 |                                 |                                 |                                 |  |  |                               |                               |                               |                               |                               |                               |  |  |                                                       |                                                       |                                                       |                                                       |                                                       |                                                       |  |  |  |  |  |  |  |  |  |  |  |  |  |  |  |  |  |  |  |  |  |  |  |  |
|  |  | Isabel Getty (en)                  | Isabel Getty (en)                  | Isabel Getty (en)                  | Isabel Getty (en)                  | Isabel Getty (en)                  | Isabel Getty (en)                  |  |  | Robert Maximilian Getty | Robert Maximilian Getty | Robert Maximilian Getty | Robert Maximilian Getty | Robert Maximilian Getty | Robert Maximilian Getty |  |  | María Olympía, Pcesse de Grèce | María Olympía, Pcesse de Grèce | María Olympía, Pcesse de Grèce | María Olympía, Pcesse de Grèce | María Olympía, Pcesse de Grèce | María Olympía, Pcesse de Grèce |  |  | Konstantínos Aléxios, Pce héritier de Grèce | Konstantínos Aléxios, Pce héritier de Grèce | Konstantínos Aléxios, Pce héritier de Grèce | Konstantínos Aléxios, Pce héritier de Grèce | Konstantínos Aléxios, Pce héritier de Grèce | Konstantínos Aléxios, Pce héritier de Grèce |                                      |                                      | Achíleas Andréas, Pce de Grèce       | Achíleas Andréas, Pce de Grèce       | Achíleas Andréas, Pce de Grèce | Achíleas Andréas, Pce de Grèce | Achíleas Andréas, Pce de Grèce                                   | Achíleas Andréas, Pce de Grèce                                   |                                                                  |                                                                  | Odysséas Kímon, Pce de Grèce                                     | Odysséas Kímon, Pce de Grèce                                     | Odysséas Kímon, Pce de Grèce | Odysséas Kímon, Pce de Grèce | Odysséas Kímon, Pce de Grèce | Odysséas Kímon, Pce de Grèce |  |  | Aristídis Stávros, Pce de Grèce | Aristídis Stávros, Pce de Grèce | Aristídis Stávros, Pce de Grèce | Aristídis Stávros, Pce de Grèce | Aristídis Stávros, Pce de Grèce | Aristídis Stávros, Pce de Grèce |  |  | Talita, Pcesse de Fürstenberg | Talita, Pcesse de Fürstenberg | Talita, Pcesse de Fürstenberg | Talita, Pcesse de Fürstenberg | Talita, Pcesse de Fürstenberg | Talita, Pcesse de Fürstenberg |  |  | Tassilo, Pce de Fürstenberg                           | Tassilo, Pce de Fürstenberg                           | Tassilo, Pce de Fürstenberg                           | Tassilo, Pce de Fürstenberg                           | Tassilo, Pce de Fürstenberg                           | Tassilo, Pce de Fürstenberg                           |  |  |  |  |  |  |  |  |  |  |  |  |  |  |  |  |  |  |  |  |  |  |  |  |

### Publication de la princesse
- (en) Princess Marie-Chantal of Greece, Manners Begin at Breakfast : Modern etiquette for families, Vendome Press, 2020, 232 p. (ISBN 0865653712).

### Biographie de la princesse
- (el) Αλεξάνδρα Στεφανοπούλου, Μαρί Σαντάλ : Παρ' ολίγον βασίλισσα, εκδόσεων Φερενίκη,‎ 2022, 164 p. (ISBN 978-960-9513-85-2).

### Sur Marie-Chantal et les familles royales
- (es) Ricardo Mateos Sáinz de Medrano, La Familia de la Reina Sofía : La Dinastía griega, la Casa de Hannover y los reales primos de Europa, Madrid, La Esfera de los Libros, 2004, 716 p. (ISBN 978-84-9734-195-0).
- (es) Carlos García-Calvo Murga, « Marie-Chantal Miller », dans Letizia de la A a la Z, La Esfera de los Libros, 2020 (ISBN 8491649107).